# Bursina fernandesi
Bursina fernandesi is een slakkensoort uit de familie van de Bursidae. De wetenschappelijke naam van de soort is voor het eerst geldig gepubliceerd in 1977 door Beu.